# Samotno potovanje
Samotno potovanje (v izvirniku nemško Einsame Weltreise, s podnaslovom Die Tragödie einer Frau) je dvodelen potopisni roman Alme Maksimilijane Karlin iz leta 1930, v katerem avtorica opisuje svoje popotovanje okoli sveta predvsem z vidika ženske, novinarke in etnologinje. Tako na primer opisuje, kako se je morala v Panami in Peruju braniti pred pohotnimi moškimi, v nekem drugem poglavju pa opisuje odnos Američanov do tujcev, ki so se pripeljali v 3. razredu in absurdnost ter neučinkovitost njihovega zakona, ki je prepovedoval alkohol, spet nekje drugje pa kitajske pogrebne običaje.
Roman je najprej izšel v nemščini pri založniku W. Köhlerju (COBISS), leta 1969 pa še v slovenskem prevodu Mete Sever pri založbi Mladinska knjiga (COBISS).